# مردکای ریچلر
مُردِکای ریچلر (انگلیسی: Mordecai Richler؛ ‏ ۲۷ ژانویهٔ ۱۹۳۱ – ۳ ژوئیهٔ ۲۰۰۱) نویسنده اهل کانادا بود.
از فیلم‌ها یا مجموعه‌های تلویزیونی که وی در آن‌ها نقش داشته است، می‌توان به کارآموزی دادی کراویتز و نسخه بارنی اشاره نمود.